# Girogirobimbo
GiroGiroBimbo è un programma televisivo italiano prodotto da Mediaset e condotto da Ellen Hidding, che affronta argomenti legati al mondo dell'infanzia e dei neo genitori.
La prima edizione, andata in onda su La5 da giugno a luglio del 2012, era composta da 5 rubriche: "Genitori 2.0", "Bebè in arrivo", "Chef a merenda", "Il video dizionario dell'infanzia" e "Il libro dei perché".